# Ceintures de Lyon
Les ceintures de Lyon sont un ensemble de fortifications établies entre 1830 et 1890, autour de la ville de Lyon.

Les deux ceintures de Lyon.
Ouvrages de la première ceinture.
Ouvrages de la deuxième ceinture.

Elles se composaient de deux barrières défensives, constituées de forts, lunettes, redoutes, remparts, batteries et ouvrages, destinées à préserver la ville d'éventuelles attaques étrangères.

## Histoire

### Contexte historique
Après la révolution de 1830 et la fin des Bourbons, le gouvernement craint une nouvelle guerre. L'Autriche, alliée des Bourbons et proche de la France, menace le pays. Il faut défendre les zones du territoire les plus proches de l'Autriche, l'Est et le Sud-Est.

### Construction de la première ceinture

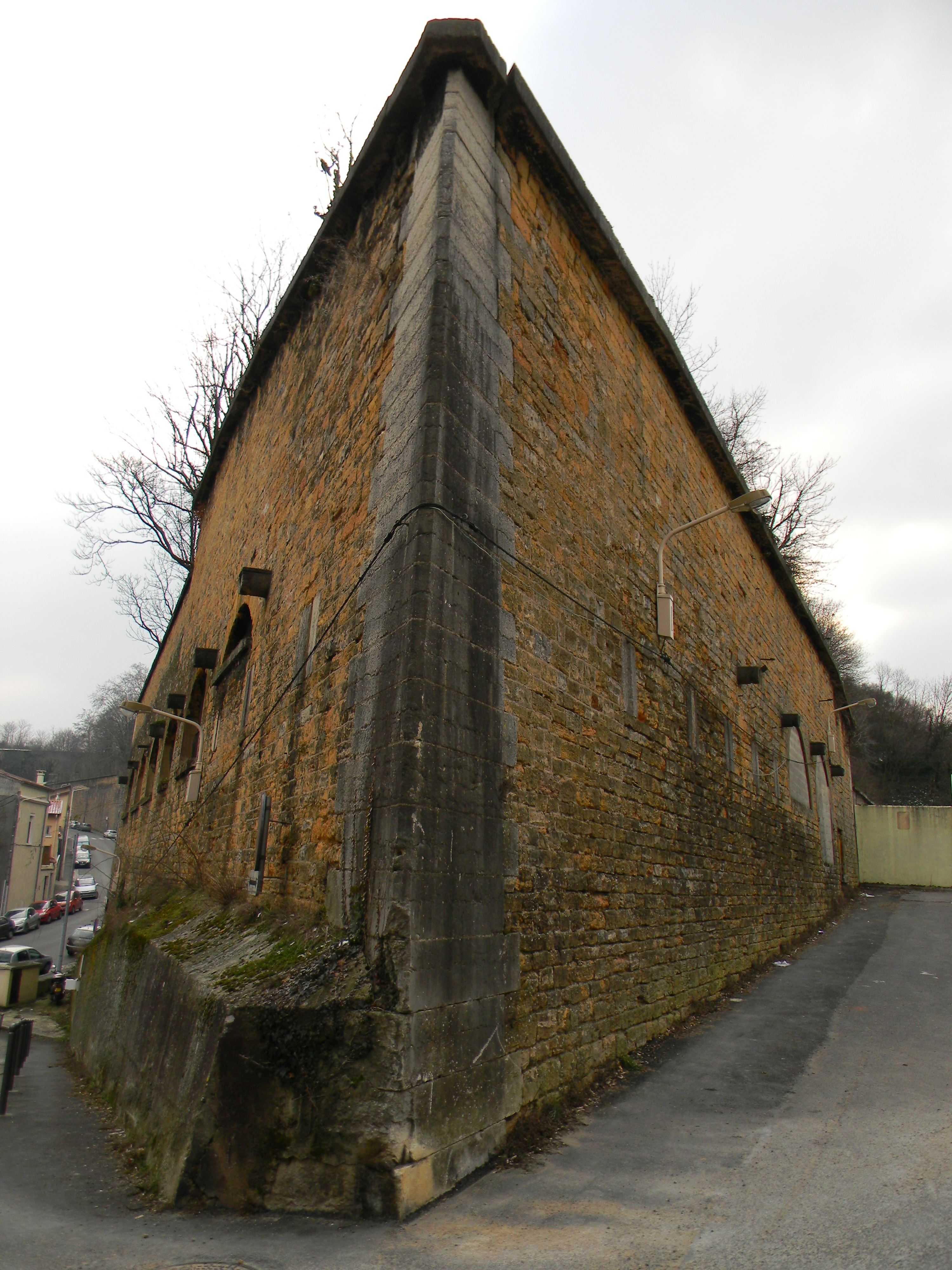
Fort de Loyasse, angle nord.

Plan de Lyon et ses forts établi en 1844 par Laurent de Dignoscyo.

Le maréchal de camp Hubert Rohault de Fleury est alors nommé Commandant supérieur des travaux de défense de Lyon. Il rejoint ainsi son nouveau poste en 1830 afin de mettre en œuvre le projet Haxo. Doté d'un budget de 10 000 000 francs alloué pour la seule ville de Lyon de 1831 à 1839, son projet initial de fortification de Lyon est le suivant :
- rétablir les enceintes continues entre la Croix Rousse et Fourvière ;
- construire deux gros forts sur le plateau de Caluire (fort de Montessuy et fort de Caluire, reliés par l'enceinte de Caluire), faisant ainsi face à la Dombes ;
- fermer la presqu'île de Lyon par un bâtiment face au sud ;
- ériger deux forts d'arrêt pour protéger les voies d'accès vers Paris et l'Auvergne (fort de la Duchère et fort de Grange Blanche, jamais réalisé).

La fortification de la ville est régie par trois secteurs, un pour chaque point cardinal défendu :
- au nord : l'enceinte de la Croix-Rousse et les ouvrages placés entre le Rhône et la Saône. Le commandement est situé au fort de Montessuy.
- à l'ouest : l'enceinte de Fourvière et les forts associés, de Vaise à Sainte-Foy. Le commandement est situé au fort Saint-Irénée.
- à l'est : les ouvrages de la rive gauche du Rhône, la redoute du haut-Rhône et le fort de la Vitriolerie. Le commandement se situe au fort Lamothe.

Ce travail colossal emploie près de 20 000 personnes, principalement des chômeurs ; l'armée évite ainsi une insurrection sociale en employant la population locale.
Commencent alors les chantiers de sept ouvrages en 1831, employant entre 400 et 500 personnes pour chacun :
- au nord, les forts de Montessuy et de Caluire ;
- à l'est, les forts des Brotteaux, de Montluc et du Colombier ainsi que la redoute de la Part-Dieu ;
- à l'ouest, le fort Saint-Irénée pour couvrir l'ensemble.

En janvier 1831, d'un chantier de fortification près des Charpennes commence un soulèvement, toutefois vite maîtrisé par l'armée ; d'autres insurrections ont lieu la même année, réussissant à rassembler des soldats du côté des canuts, provoquant la mort du capitaine Viquesnel, aide de camp de Fleury, et le retrait temporaire des 20 000 soldats qui reprennent finalement la ville en décembre 1831.
En 1832, trois autres ouvrages voient le jour pour renforcer les défenses contre l'Est :
- la redoute de la Tête d'or ;
- le fort La Motte ;
- la lunette des Hirondelles.

En 1832, est aussi signé un traité entre la ville de Lyon et le Département de la guerre qui stipule que la ville doit céder à ce-dernier les terrains nécessaires à la construction d'édifices militaires tout en laissant la propriété des forts à la ville si l'usage militaire est abandonné.
C'est grâce à ce traité que les édifices de La Croix-Rousse, Fourvière, Loyasse, Vaise et Saint-Jean seront bien plus tard rendus à la ville.
Les constructions reprennent dès 1840. D'abord le fort de la Vitriolerie en 1840, puis celui de Sainte-Foy-lès-Lyon et la lunette des Charpennes en 1842, le fort de la Duchère en 1844, la redoute du Petit Sainte-Foy-lès-Lyon en 1852, enfin la redoute du haut-Rhône en 1854.
Pendant ce temps, la loi relative au classement des places de guerre et aux servitudes militaires est votée le 10 juillet 1851, définissant les modalités de destruction de ces édifices ou la construction sur leur terrain.
Ce sont alors, en 1854, 19 ouvrages dont 10 forts qui sont construits autour de Lyon en direction de l'extérieur, pour près de 26 km de périmètre fortifié.

### Les leçons de la guerre

Plan de Lyon et ses fortifications en 1872.

Le 19 juillet 1870, la France déclare la guerre à la Prusse. Le 20 août 1870, les Prussiens assiègent Metz, et le 19 septembre 1870 il en va de même pour Paris. Lyon est ainsi menacée d'être la suivante. La place d'armes de Lyon est alors commandée par le général de division Ulrich Ochsenbein.
Après la défaite de Sedan, le 2 septembre 1870, la France comprend que les Allemands ne se concentrent pas sur les défenses ennemies pour forcer les villes à se rendre, mais adoptent plutôt une stratégie de destruction des habitations et ciblent directement la population, en utilisant des obus incendiaires. Les forts construits jusque-là en France sont devenus inefficaces face à ces attaques.
Après la signature du Traité de Francfort le 10 mai 1871 mettant fin à la guerre, le Ministre de la Guerre demande la rédaction d'un mémoire portant sur la construction d'ouvrages militaires pour la défense de Lyon le 14 août 1871. Il en sera conclu que les forts construits avant 1870 (les Rohault de Fleury) sont obsolètes car trop proches de la ville, les nouveaux canons rayés de l'artillerie pouvant atteindre plus de 1 000 m de portée.
Un budget de 25 000 000 francs est alloué pour la défense des Alpes, dont la moitié revenant à la défense de Lyon, afin de sécuriser la ville en cas d'invasion italo-allemande par la Suisse. Le projet est attribué par le maréchal Mac Mahon, alors président de la République, au directeur du Génie et général de brigade Séré de Rivières en 1874.
Sont alors envisagés :
- pour protéger la rive droite de la Saône, la construction d'un fort sur le Mont Verdun, avec des batteries le long des pentes avoisinantes ;
- pour couvrir la rive gauche du Rhône, les forts de Vénissieux, Bron et Cusset ;
- un gros ouvrage entre le Rhône et la Saône à la Pape.

### Magasins à poudre
Bien que la plupart des ouvrages fortifiés possèdent un magasin à poudre (appelé par erreur poudrière) pour alimenter les pièces d'artillerie en place, des magasins de secteur fortifiés sont mis en place en arrière des lignes de défense. La Place de Lyon était divisée en quatre secteurs, chacun accueillant un magasin dédié : le premier (fort du Mont-Verdun) est établi dans le fort de la Duchère, le deuxième (fort de Vancia) au magasin de Sathonay, le troisième (fort de Feyzin) dans un magasin-caverne à Saint-Fons, et le quatrième (fort du Bruissin) exploite le fort de Sainte-Foy. Ces entrepôts de munitions sont reliés aux ouvrages par voie routière ou ferrée. Les deux magasins-caverne dédiés, Saint-Fons construit en 1890 et Sathonay en 1894, ont une capacité de 100 t de poudre chacun. Une annexe est construite à proximité de celui de Saint-Fons en 1895 pour stocker la mélinite.

### Construction de la deuxième ceinture

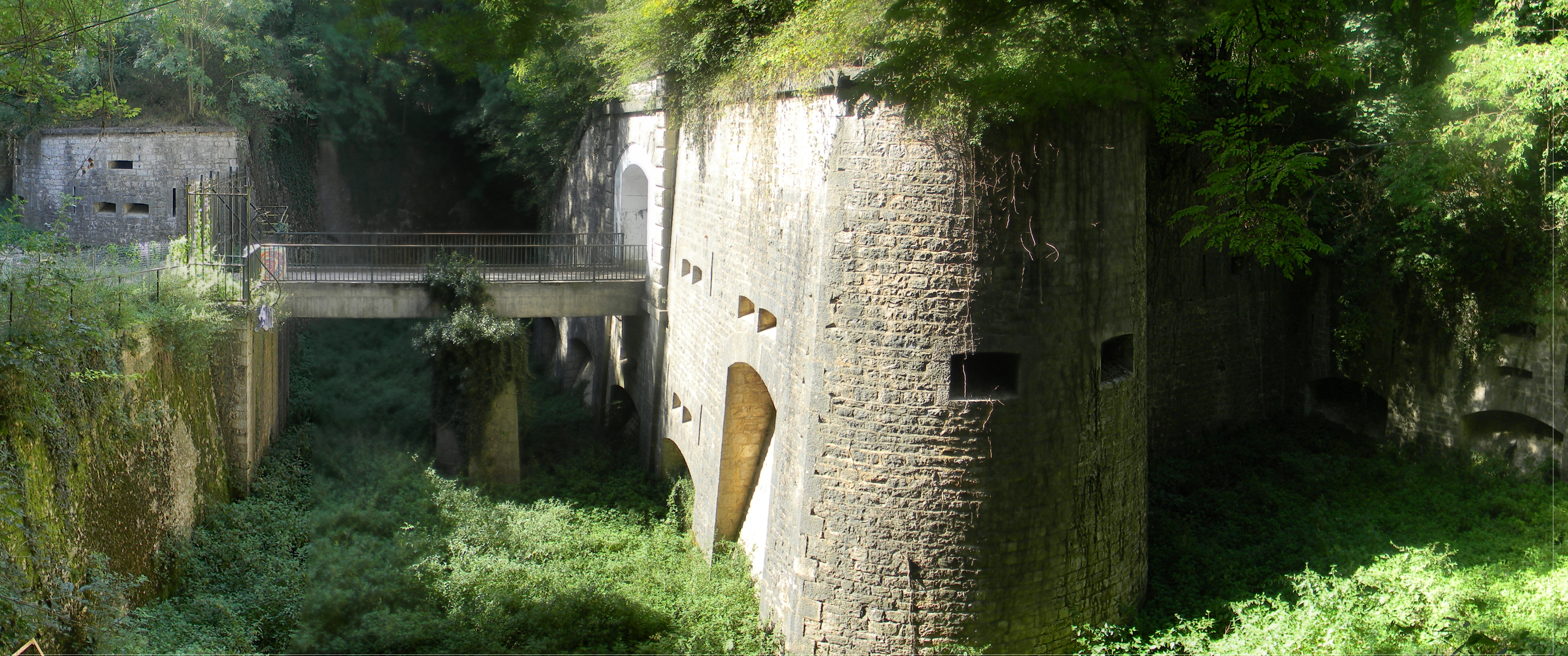
L'entrée du fort de Vancia.

Il est alors décidé de construire urgemment 4 forts :
- le fort du Mont-Verdun au nord en 1874 ;
- les forts de Bron (1875) et Feyzin (1875) à l'est ;
- le fort de Vancia en 1876.

Ces 3 derniers nécessiteront beaucoup de pierres issues des carrières de Couzon-au-Mont-d'Or et Villebois.
En 1878 s'amorcent d'autres chantiers :
- la batterie de la Freta, annexe du fort du Mont-Verdun ;
- les batteries de Sathonay et de Sermenaz, annexes du fort de Vancia ;
- le fort du Bruissin ;
- le fort de Corbas et les batteries de Parilly et Lessignas.

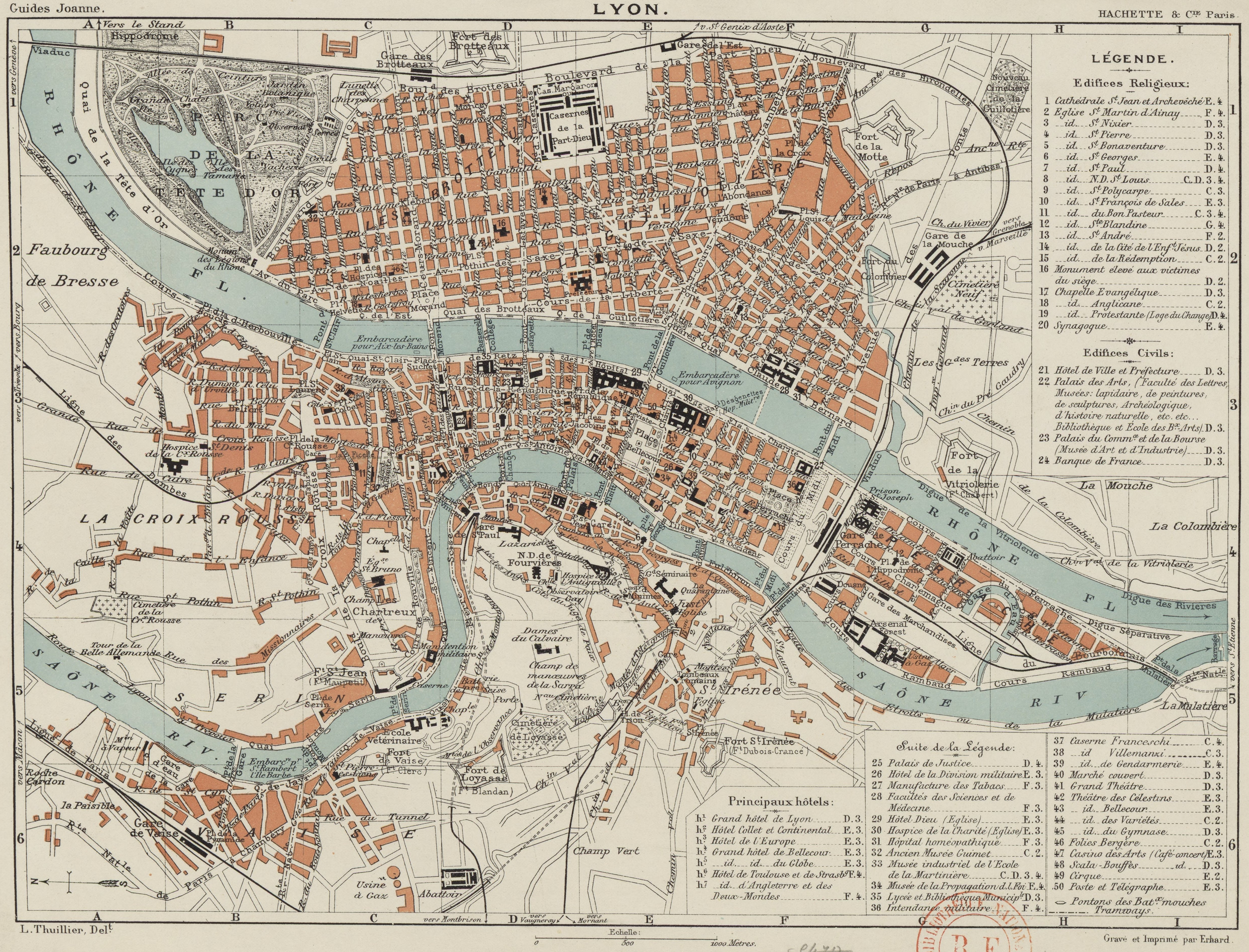
Plan de Lyon en 1888 comportant les deux noms pour les ouvrages militaires.

Le chantier du fort du Paillet commence en 1883, puis l'année suivante les forts de Meyzieu et Genas.
Une nouvelle arme fait alors son apparition sur les champs de bataille : la mélinite. L'explosion apportée par ce composant est tellement puissante que la résistance des forts construits jusqu'à présent est mise à mal : les travaux de constructions sont temporairement arrêtés, le temps de trouver une solution pour contrer cette nouvelle munition. Couplée aux armes à canon rayé sorties en 1860, les dégâts sont considérables et deviennent non négligeables. Une expérience est menée en 1886 par le Génie militaire afin de vérifier la puissance de la mélinite et son impact sur le système de fortification ; le fort de la Malmaison près de Paris, récemment construit, subit un canonnage de 171 obus de mélinite de tous calibres. Le constat est affligeant : les nouveaux obus creusent des impacts de 6 mètres de diamètre dans les massifs de terre, les voutes du magasin à poudre sont détruites… Les forts sont désormais faillibles. Une alternative couteuse est trouvée : le béton armé ; il ne sera toutefois déployé que sur les forts de la ligne Maginot et certaines parties stratégiques des forts de Lyon, comme la caserne du cavalier de Vancia.
Le décret du 21 janvier 1887 du général Boulanger, alors ministre de la guerre, impose de rebaptiser les bâtiments militaires du nom d'une gloire, si possible militaire et locale ; ainsi le fort de Vaise devient « fort Clerc », le fort de Loyasse « fort Blandan », le fort Saint-Jean « fort Maupetit », le fort Saint-Irénée « fort Dubois-Crancé », le fort de la Vitriolerie « fort Chabert », le fort de Villeurbanne « fort Montluc » et les casernes de la Part-Dieu « casernes Margaron ».
Le 22 juillet 1887, il fixe aussi plusieurs modifications à apporter aux forts dont les deux principales :
- déménager l'artillerie des forts vers les batteries ;
- utiliser le béton à la place de la maçonnerie traditionnellement utilisée jusque-là.

En 1887 est alors construit avec ce nouveau matériau le fort de Saint-Priest, puis en 1890 le fort de Chapoly.

## Première ceinture
La première ceinture, dite système Rohault de Fleury, est constituée de vingt-deux fortifications intra muros ou périphériques construites selon les plans de Rohault de Fleury. Ils sont situés dans un rayon d'environ 2,5 km autour de l'agglomération de Lyon. Cette ceinture est construite entre 1830 et 1870.
1. Fort de la Duchère (45° 47′ 17″ N, 4° 47′ 52″ E) (détruit, actuellement un complexe sportif)
2. Fort de Caluire (45° 47′ 35″ N, 4° 50′ 12″ E) (détruit, actuellement stade Henri Cochet)
3. Fort de Montessuy (45° 47′ 31″ N, 4° 50′ 51″ E)
4. Redoute Bel-Air (45° 47′ 19″ N, 4° 50′ 51″ E)
5. Fort de Sainte-Foy (45° 44′ 35,01″ N, 4° 48′ 15,46″ E)
6. Lunette du Petit Sainte-Foy (45° 44′ 54,91″ N, 4° 48′ 22,28″ E)
7. Fort Saint-Irénée (45° 44′ 57,34″ N, 4° 48′ 39,71″ E)
8. Lunette du Fossoyeur (45° 45′ 45,95″ N, 4° 48′ 36,88″ E)
9. Fort de Loyasse (45° 45′ 57,42″ N, 4° 48′ 33,2″ E)
10. Fort de Vaise (45° 46′ 16,18″ N, 4° 48′ 35,46″ E)
11. Fort Saint-Jean (45° 46′ 14″ N, 4° 48′ 55″ E)
12. Bastion Saint-Laurent (45° 46′ 28,19″ N, 4° 50′ 11,61″ E)
13. Redoute du haut-Rhône (45° 46′ 38″ N, 4° 50′ 42″ E) (détruite, actuellement une des portes du parc)
14. Redoute de la Tête d'Or (45° 46′ 29,61″ N, 4° 50′ 54,25″ E) (détruite, actuellement boulevard des Belges, musée Guimet et parc de la Tête d'or)
15. Lunette des Charpennes (45° 46′ 18″ N, 4° 51′ 26″ E) (détruite, actuellement lycée du Parc)
16. Fort des Brotteaux (45° 46′ 02,54″ N, 4° 51′ 38,05″ E) (détruit, actuellement Gare des Brotteaux)
17. Redoute de la Part-Dieu (45° 45′ 43,6″ N, 4° 51′ 20,71″ E) (devenue casernes de la Part-Dieu puis détruite, actuellement Centre commercial de la Part Dieu)
18. Fort Montluc (45° 45′ 07″ N, 4° 51′ 47″ E)
19. Redoute des Hirondelles (45° 44′ 52,86″ N, 4° 51′ 37,13″ E) (détruite, actuellement Manufacture des Tabacs)
20. Fort Lamothe (45° 44′ 40″ N, 4° 51′ 07″ E)
21. Fort du Colombier (45° 44′ 47,52″ N, 4° 50′ 33,37″ E) (détruit, emplacement de la place Jean-Macé)
22. Fort de la Vitriolerie (45° 44′ 31,25″ N, 4° 49′ 48,23″ E)

- Rempart de la Croix-Rousse (45° 46′ 26,36″ N, 4° 49′ 34,61″ E) (détruit en 1865, actuellement Boulevard de la Croix-Rousse[3])
- Enceinte de Fourvière (45° 45′ 16,18″ N, 4° 49′ 19,99″ E)
- Enceinte de Caluire (45° 47′ 30,47″ N, 4° 50′ 31,83″ E) (détruite, actuellement rues Albert-Thomas et place professeur-Calmette)

Le fort de Grange Blanche et la batterie de Pierre Scize, projetés, n'ont pas été construits.

### Galerie

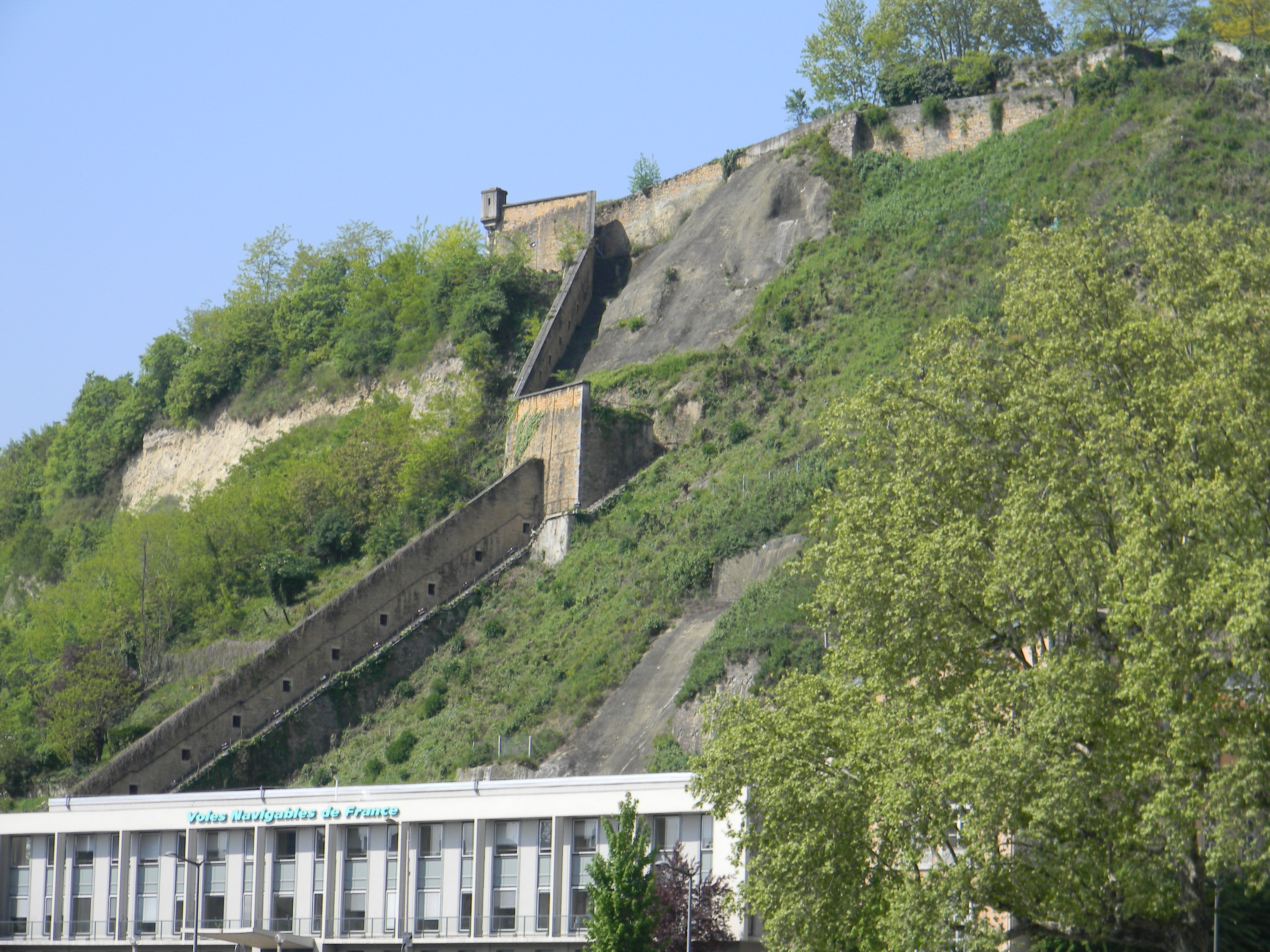
Muraille de Fourvière.
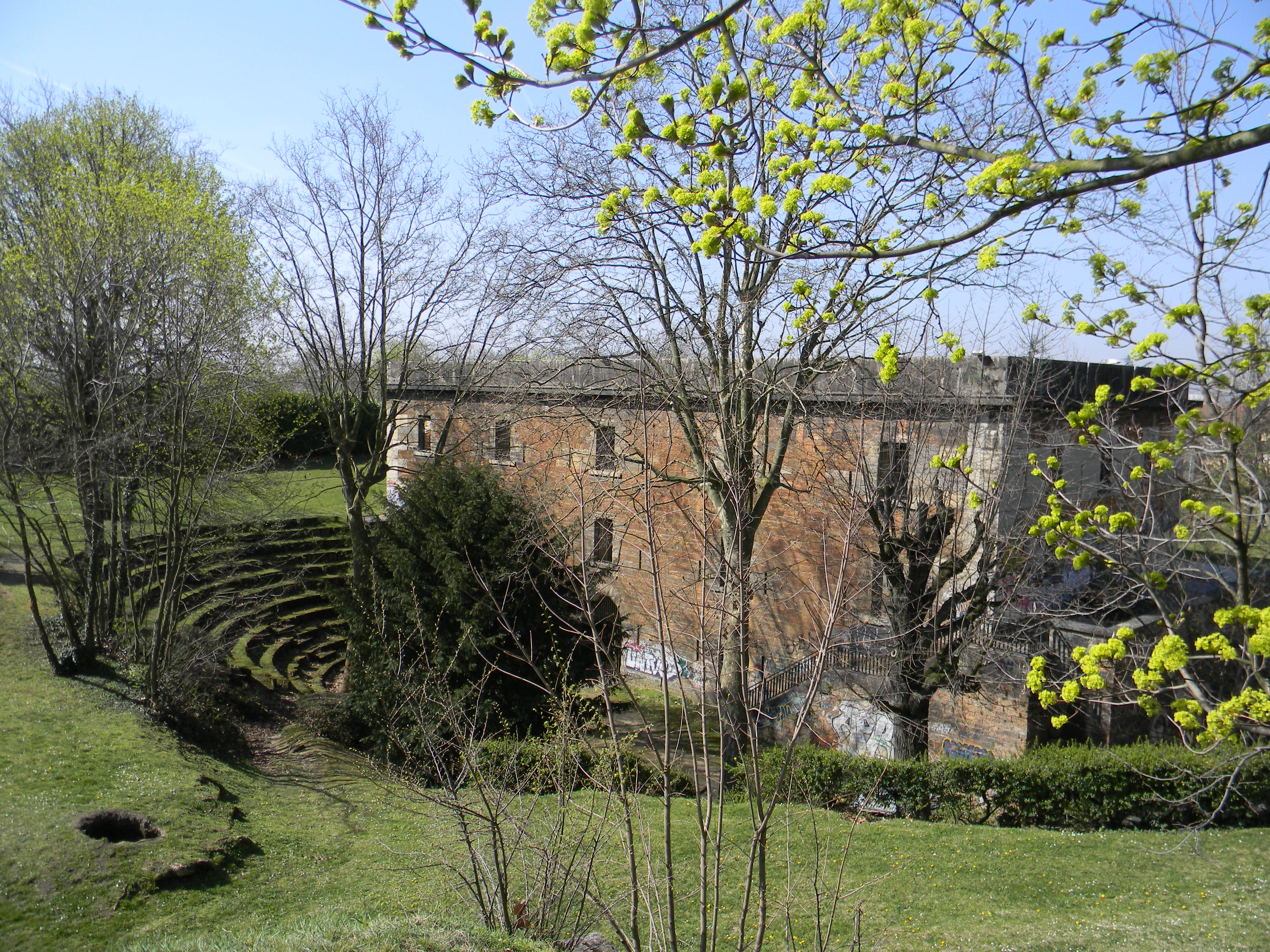
La caserne du fort de Montessuy.

## Deuxième ceinture
La deuxième ceinture, dite système Séré de Rivières, est constituée de vingt-six fortifications péri urbaines construites selon le système Séré de Rivières. Ils sont situés approximativement dans un rayon de 8,5 km autour de Lyon. La ceinture est construite entre 1871 et 1890.
1. Mur d'enceinte de Croix-Luizet à Gerland (1884). Son emprise est aujourd'hui occupée par le boulevard périphérique de Lyon
2. Fort du Mont-Verdun (Armée de l'air, Mont Verdun) (45° 50′ 57″ N, 4° 46′ 46″ E)
3. Batterie des Carrières (45° 50′ 47″ N, 4° 46′ 32″ E)
4. Batterie du Mont-Thou (45° 50′ 28″ N, 4° 47′ 49″ E)
5. Batterie de Narcel (45° 50′ 22″ N, 4° 47′ 11″ E)
6. Batterie de la Freta (approximation: 45° 49′ 43″ N, 4° 49′ 25″ E)
7. Fort de Vancia (45° 50′ 18″ N, 4° 54′ 25″ E)
8. Batterie de Sathonay (45° 50′ 12″ N, 4° 52′ 13″ E)
9. Magasin de Sathonay (45° 49′ 35″ N, 4° 52′ 49″ E)
10. Batterie de Sermenaz (45° 48′ 44″ N, 4° 55′ 14″ E)
11. Redoutes de Neyron (45° 49′ 41″ N, 4° 55′ 22″ E et 45° 49′ 29″ N, 4° 56′ 02″ E)
12. Fort de Meyzieu (45° 45′ 20″ N, 5° 00′ 43″ E)
13. Fort de Genas (45° 43′ 48″ N, 5° 00′ 51″ E)
14. Fort de Bron (45° 43′ 56″ N, 4° 55′ 16″ E)
15. Batterie de Lessivas (45° 44′ 44″ N, 4° 54′ 52″ E)
16. Batterie de Parilly (45° 43′ 26″ N, 4° 54′ 02″ E)
17. Fort de Saint-Priest (45° 41′ 41″ N, 4° 57′ 59″ E)
18. Fort de Corbas (45° 40′ 37″ N, 4° 54′ 31″ E)
19. Fort de Feyzin (45° 40′ 19″ N, 4° 52′ 01″ E)
20. Fort de Champvillard (45° 40′ 17″ N, 4° 48′ 43″ E)
21. Fort de Montcorin (45° 40′ 41″ N, 4° 48′ 25″ E)
22. Fort de Côte-Lorette (45° 41′ 55″ N, 4° 47′ 02″ E)
23. Fort du Bruissin (45° 43′ 50″ N, 4° 44′ 21″ E)
24. Fort de Chapoly (45° 46′ 02″ N, 4° 43′ 41″ E)
25. Fort du Paillet (45° 49′ 31″ N, 4° 44′ 48″ E)
26. Magasin de Saint-Fons (45° 42′ 15″ N, 4° 51′ 32″ E)
27. Batterie de Décines (45° 46′ 24,31″ N, 4° 58′ 05,64″ E)

Les ouvrages de d'Azieu, Vaulx-en-Velin, Millery et du Chêne-Rond à Dardilly, projetés, n'ont pas été construits.

### Galerie

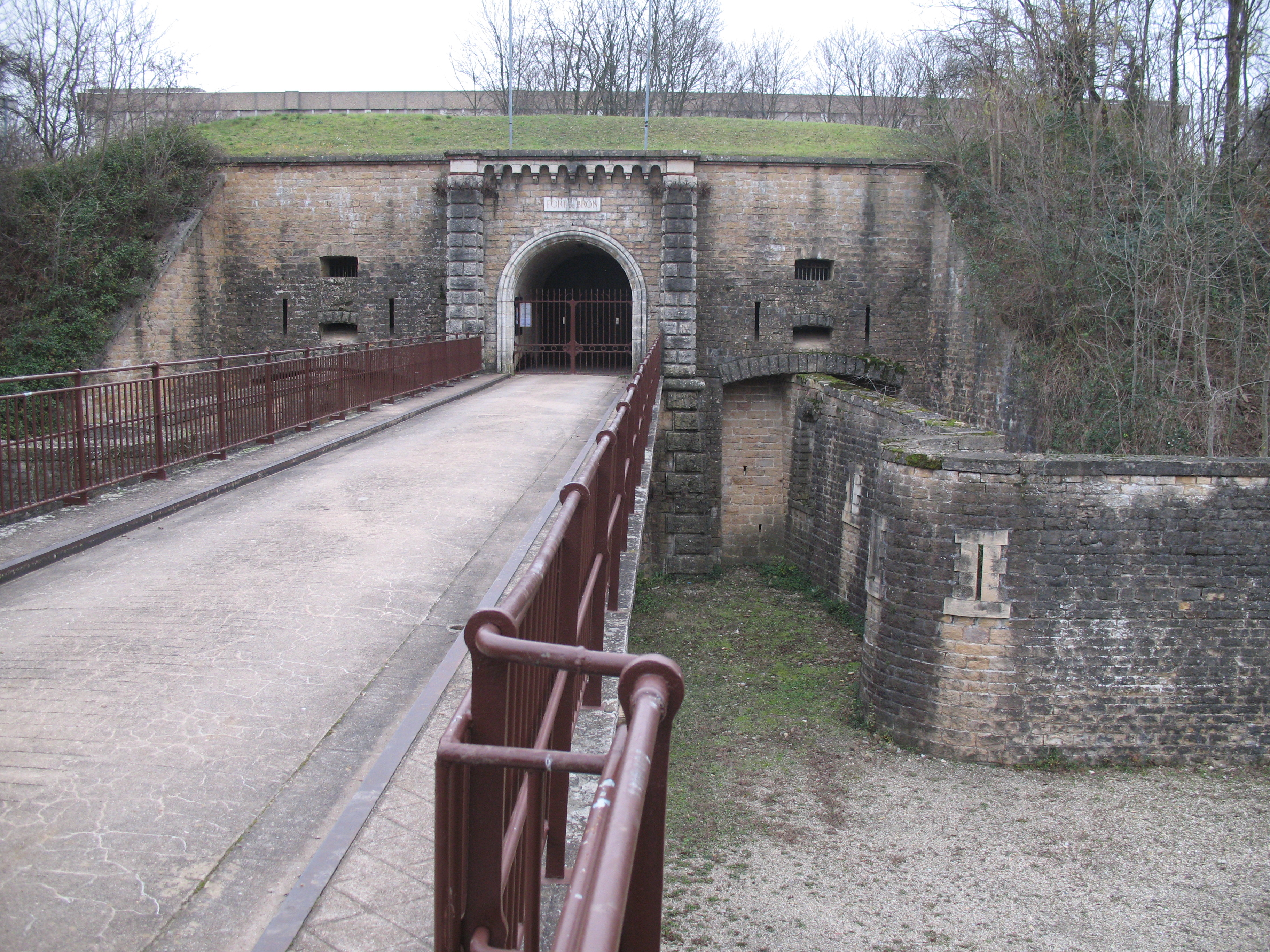
Fort de Bron.
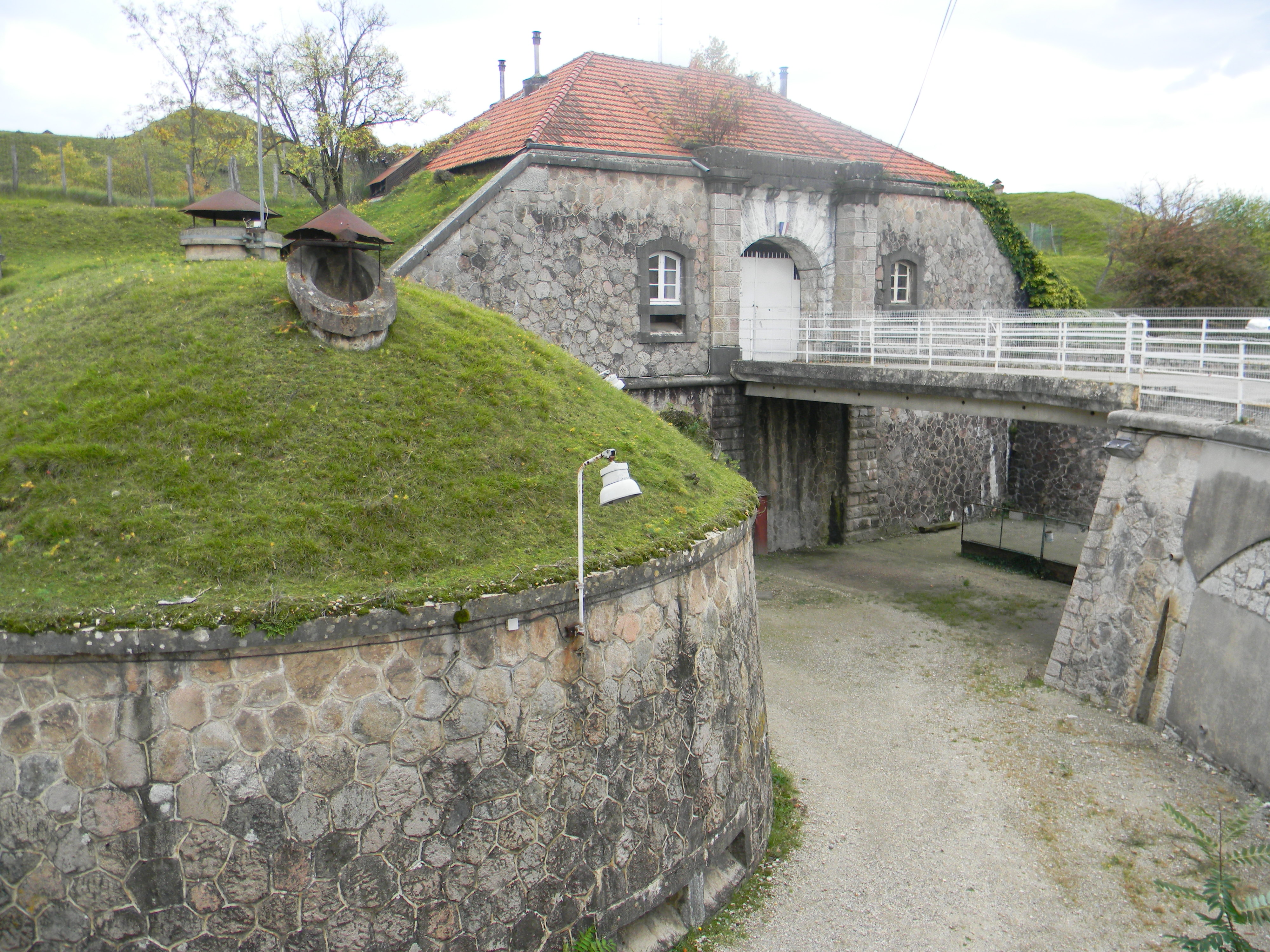
Fort de Champvillard.
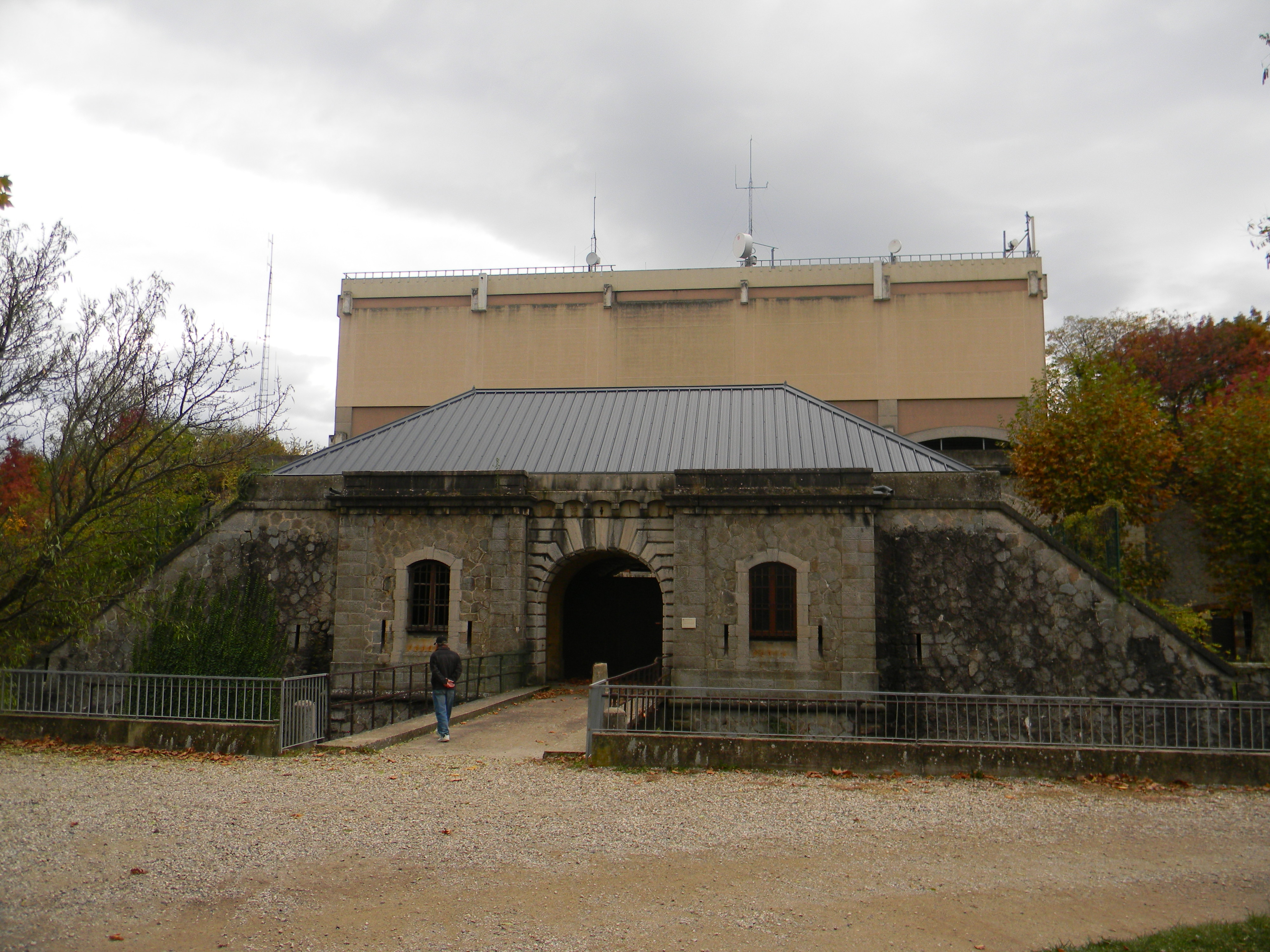
Fort de Côte-Lorette.

### Sources d'archives
Les archives relatives à ces constructions sont pour l'essentiel conservées par le service historique de la Défense.
Les archives municipales de Lyon conservent en outre quelques dossiers :
- 1211 WP 9 à 11, travaux militaires et fortifications (1832-1891) ;
- 475 WP 31 et 32, fortifications (1790-1874).